# Xã Rainy Creek/Cheyenne, Quận Pennington, Nam Dakota
Xã Rainy Creek/Cheyenne (tiếng Anh: Rainy Creek/Cheyenne Township) là một xã thuộc quận Pennington, tiểu bang Nam Dakota, Hoa Kỳ. Năm 2010, dân số của xã này là 27 người.